# Michael Twittmann
Michael Twittmann (* 23. Juni 1965 in Kamen) ist ein ehemaliger deutscher Ruderer.

## Sportliche Laufbahn
Michael Twittmann vom Würzburger Ruderverein Bayern von 1875/1905 bildete zusammen mit Frank Dietrich einen Zweier ohne Steuermann, der 1983, 1984 und 1986 den dritten Platz bei den Deutschen Meisterschaften belegte. Nach der Vizemeisterschaft 1987 gewannen die beiden 1988 den deutschen Meistertitel. Auf internationaler Ebene erreichten die beiden 1984 den zweiten Platz und 1987 den dritten Platz bei dem Match des Seniors. Bei den Olympischen Sommerspielen 1988 in Seoul belegte das Duo in der Regatta mit dem Zweier ohne Steuermann den sechsten Platz. Neben seinen Erfolgen mit Dietrich gewann Twittmann bei den Deutschen Meisterschaften 1985 Bronze im Achter und Silber im Vierer ohne Steuermann.